# Константинос Гарполас
Константинос Гарполас или Гарболас (на гръцки: Κωνσταντίνος Γκαρπολάς, Γκαρμπολάς) е гръцки книжар и печатар от XIX век.

## Биография
Гарполас е роден в 1790 година в семейство на занаятчии и търговци в олимпийското влашко село Крания и затова носи прякора Олимпиос, тоест Олимпийски (Ολύμπιος). Вероятно учи в съседните паланки Рапсани или Амбелакия, които имат училища, и които поддържат активни връзки с Виена. Подобно на много от съселяните си Гарполас емигрира - в 1818 година е в Одеса, в 1818 - 1820 година е в Букурещ, където се занимава с книжарство и търговия. В 1820 година се установява във Виена, където се занимава с издателска дейност и контактува с видните членове на гръцката колония, като Христофорос Перевос, Йоанис Колетис, Константинос Кумас, Антимос Газис и други. Във Виена публикува тритомния „Речник на старогръцкия език“ (Λεξικό της αρχαίας ελληνικής γλώσσης) на Газис, „География“ на Адриано Балби в превод на Кумас и други.
В 1837 година Гарполас се установява в Атина, където отваря печатница, книговезница и книжарница. Печатницата му, в която работят 40 души, е най-голямата в града. В 1838 – 1844 година от нея излизат около 40 заглавия – енциклопедии, антични автори и прочее. Сред изданията му е многотомната „Енциклопедия на старогръцките писатели и поети“ на Стефанос Комитас (Εγκυκλοπαιδεία ελληνικών μαθημάτων, συλλεγείσαν εκ των αρίστων Ελλήνων συγγραφέων και ποιητών του Στεφάνου Κομμητά, 1838). Гарполас открива книжарници в Навплио и Патра. В 1844 година притиснат от малкия пазар, на който се опитва да пласира скъпи издания, както и от конкурента му Андреас Коромилас, приятел на крал Отон, Гарполас фалира. Обръща се за помощ към държавата и в 1847 година с решение на министъра на образованието и негов приятел Йоанис Колетис, са закупени много книги, разпространявани безплатно на нуждаещи се ученици и деца на участници в освободителната война. През юни 1848 година, малко преди смъртта си, Гарполас се оплаква, че държавата още не му е платила. Книжарският бизнес е наследен от синовете му Александрос, Милтиадис и Софоклис.

## Родословие
|  |  |                                 |                                 |                                 |                                 |                                 |                                 |  |  | Константинос Гарполас (1790 - 1848) |                                  |                                  |                                  |                                  |                                  |  |  |                                 |                                 |                                 |                                 |                                 |                                 |  |  |  |  |  |  |  |  |  |  |  |  |  |  |  |  |
|  |  |                                 |                                 |                                 |                                 |                                 |                                 |  |  |                                     |                                  |                                  |                                  |                                  |                                  |  |  |                                 |                                 |                                 |                                 |                                 |                                 |  |  |  |  |  |  |  |  |  |  |  |  |  |  |  |  |
|  |  |                                 |                                 |                                 |                                 |                                 |                                 |  |  |                                     |                                  |                                  |                                  |                                  |                                  |  |  |                                 |                                 |                                 |                                 |                                 |                                 |  |  |  |  |  |  |  |  |  |  |  |  |  |  |  |  |
|  |  | Александрос Гарполас (1820 - ?) | Александрос Гарполас (1820 - ?) | Александрос Гарполас (1820 - ?) | Александрос Гарполас (1820 - ?) | Александрос Гарполас (1820 - ?) | Александрос Гарполас (1820 - ?) |  |  | Милтиадис Гарполас (1823 - 1910)    | Милтиадис Гарполас (1823 - 1910) | Милтиадис Гарполас (1823 - 1910) | Милтиадис Гарполас (1823 - 1910) | Милтиадис Гарполас (1823 - 1910) | Милтиадис Гарполас (1823 - 1910) |  |  | Софоклис Гарполас (1833 - 1911) | Софоклис Гарполас (1833 - 1911) | Софоклис Гарполас (1833 - 1911) | Софоклис Гарполас (1833 - 1911) | Софоклис Гарполас (1833 - 1911) | Софоклис Гарполас (1833 - 1911) |  |  |  |  |  |  |  |  |  |  |  |  |  |  |  |  |